# Toshiba T4400c
 (octobre 2023).
Si vous disposez d'ouvrages ou d'articles de référence ou si vous connaissez des sites web de qualité traitant du thème abordé ici, merci de compléter l'article en donnant les références utiles à sa vérifiabilité et en les liant à la section « Notes et références ».
 (octobre 2023).
Le Toshiba T4400c est un ordinateur portable de Toshiba.
Il a une taille de format A4 : 21 x 29,7 x 5,5 cm.
Il a une autonomie de 2 heures 22 minutes.
C'est le premier modèle de la série T4xx0. Il est sorti en 1992.
Il est possible de le connecter a un dock : la DeskStation IV
Système d'exploitation: MS-Dos 5.0 et Windows 3.1.

## Modèles
| Modèle | Spécifications                                                     | Dimensions (mm) | Poids (Kg) | Année |
| ------ | ------------------------------------------------------------------ | --------------- | ---------- | ----- |
| 4400c  | Intel 486 DX 25 MHz, 4 Mo RAM, Disque Dur 120 Mo, écran 9.4" TFT   | 210×297×55      | 3,3        | 1992  |
| 4500c  | Intel 486 SL 20 MHz, 4 Mo RAM, Disque Dur 120 Mo, écran 9.4" TFT   | 210×297×55      |            | 1993  |
| 4600c  | Intel 486 SL 33 MHz, 4 Mo RAM, Disque Dur 200 Mo, écran 9.4" TFT   | 210×297×55      |            | 1993  |
| 4700ct | Intel 486 DX2 50 MHz, 8 Mo RAM, Disque Dur 200 Mo, écran 9.4" TFT  | 210×297×55      |            | 1993  |
| 4800ct | Intel 486 DX4 75 MHz, 8 Mo RAM, Disque Dur 500 Mo, écran 9.4" TFT  | 210×297×55      |            | 1994  |
| 4900ct | Intel Pentium 75 Mhz, 8 Mo RAM, Disque Dur 770 Mo, écran 10,4" TFT | 210x297x55      | 3,1        | 1994  |